# Владимир Митков
Др Владимир Митков (Кавадарци, 20. октобар 1931 − Скопље, 19. јул 2024) био је правник и друштвено-политички радник СФР Југославије и СР Македоније. Од 26. априла 1990. до 27. јануара 1991. године обављао је функцију председника Председништва СР Македоније

## Биографија
Рођен је 20. октобра 1931. године у Кавадарцима.
Завршио је Правни факултет у Скопљу 1954. године. Године 1960. био је изабран за асистента на Правном факултету.
Вршио је следеће функције:
- члан факултетског комитета Савеза комуниста Македоније
- члан Законодавно-правне комисије Собрања СР Македоније
- члан Главног одбора Социјалистичког савеза радног народа Македоније
- члан Комисије за развој друштвено-политичких заједница и међунационалних односа при Собрању СР Македоније
- члан Извршног одбора Републичке конференције ССРН Македоније
- члан савезног Правног савета СФР Југославије
- члан Извршног већа СР Македоније од 1974. до 1982.
- председник Уставног суда СР Македоније од 1984. до 1986.
- члан Председништва СР Македоније од 1986. до 1989.
- председник Председништва СР Македоније од 28. априла 1990. до 27. јануара 1991. године

Био је доцент Правног факултета у Скопљу. На факултету је предавао предмете Друштвено-политички систем СФРЈ и Комунални систем СФРЈ. Докторирао је са тезом „Установе друштвених служби“.
Преминуо је 19. јула 2024. године у Скопљу, а сахрањен је на градском гробљу Бутел.